# 다비데 모로
다비데 모로(이탈리아어: Davide Moro, 1982년 1월 2일, 이탈리아 타란토 ~ )는 이탈리아의 전 축구 선수이다.
2009년 8월 17일에 그는 리보르노로 임대를 떠났다. 그는 리보르노로 임대를 떠나기 전에 이미 엠폴리에서 2009-10 코파 이탈리아 경기에 두 차례 출전했다.